# NGC 3403
NGC 3403 é uma galáxia espiral (Sbc) localizada na direcção da constelação de Draco. Possui uma declinação de +73° 41' 24" e uma ascensão recta de 10 horas, 53 minutos e 54,3 segundos.
A galáxia NGC 3403 foi descoberta em 3 de Abril de 1785 por William Herschel.